# Освіта у Великій Британії
Традиційно в системі освіти Сполученого Королівства Великої Британії та Північної Ірландії виділяють три підсистеми: Англія та Уельс, Північна Ірландія та Шотландія. Перші дві підсистеми мало чим відрізняються одна від одної, освітня ж підсистема Шотландії розвивалася ізольовано.
Освіта Великої Британії складається з державного та приватного секторів. Переважає державний сектор, на який великий вплив мають місцеві органи влади в рамках своїх повноважень. Держава регулює процес освіти за допомогою фінансування, оподаткування та законодавства.

## Середня школа
«Закон про освіту», прийнятий у 1944 році, в цілому впорядкував систему освіти у Великій Британії. Вона є обов'язковою для всіх громадян у віці від 5 до 16 років.
Система середньої освіти має три рівні:
- початковий (Elementary School) — 5-11 років;
- середній (Secondary School) — 11-16 років;
- післяшкільний (Further Education) — 16-18 років.

Використовують окремі шкільні програми: англійські та шотландські. Шотландська програма відрізняється тим, що в початковій школі навчаються до 12 років.
До 1980 року система шкільної освіти Великої Британії характеризувалася значною децентралізацією, навчальні плани розроблялися на рівні шкіл. Міністерство освіти надавало тільки рекомендації, а вчителі самостійно готували навчальні програми. Акт Бейкера, прийнятий у 1988 році ввів національні навчальні програми, рівні навчальних досягнень учнів кожного класу з кожного предмета, національні тести з англійської мови, математики та природничих наук для учнів 7, 11, 14, 16-річного віку. Були визначені предмети «ядра» — математика, англійська мова, природознавство, а також географія, технологія, мистецтво, на освоєння яких відводиться до трьох чвертей навчального часу. Один урок на тиждень вивчення релігії є обов'язковим згідно із законом 1944 року. Державний секретар освіти отримав право контролювати освіту за рахунок частини функцій місцевих органів влади.
Дошкільним вихованням охоплено майже 100 % дітей. Дошкільне виховання здійснюють муніципальні (державні) та приватні денні ясла, ясельні школи та класи, ігрові групи, де здійснюється догляд за дітьми та їх виховання. Набирає популярність заклади, де є різновікові «сімейні» групи, які складаються з дітей від кількох місяців до 5 років.
Шкільне навчання починається з 5 років у школах, де навчання є максимально наближеним до домашніх ігрових умов. Від 7 до 11 років діти відвідують початкову школу. Дітей, у залежності від рівня інтелектуальних здібностей та навчальних умінь, розділяють на потоки: група «А» — здібні, підготовані діти, «В» — з посередніми здібностями, «С» — з низьким рівнем здібностей, недостатніми навичками читання, письма, лічби.
Середня школа є обов'язковою до 16 років. Середні школи поділяються за типами:
- граматична,
- об'єднана,
- сучасна,
- технологічна.

Крім того існують елітні приватні «паблік скулз» — школи інтернатного типу з роздільною системою навчання.
У середній граматичній школі учні отримують повну середню освіту і мають право на вступ до вищого навчального закладу на будь-який факультет. До шкіл такого типу поступає до 15 % найкращих учнів початкових шкіл, як правило вихідців із середнього стану. У процесі навчання учнів часто перегруповують згідно з рівнем здібностей. Ця школа відноситься до класичних навчальних закладів. Навчання здійснюється по гуманітарних, так і природничо-математичних напрямках. Для старшокласників передбачене вивчення предметів за індивідуальними планами.
Переважна кількість учнів навчається в середніх сучасних школах і після закінчення отримують довідку, а не атестат (як у граматичній), що не дає права на вступ до вишу. У цих школах робиться акцент на отримання найбільш масових професій, тому загальноосвітня підготовка зведена до мінімуму.
Створення середніх об'єднаних шкіл має на меті об'єднувати всі типи середніх шкіл. Формально вони єдині навчальні плани, проте на практиці учні навчаються у потоках та групах, що мають різний рівень складності.
Згідно з реформою 1988 року, утворено нові типи середнього навчального закладу — місцеві технологічні коледжі. Вони, отримуючи додаткові субсидії від уряду та великих фірм, повинні готувати спеціалістів вищого рівня для промисловості. Навчання в цих школах спрямоване на вивчення природничих наук і технології.
Паблік скулз мають на меті підготовку учнів для вступу в університети та зайняття посад у політиці, економіці, армії, церкві. У Великій Британії нараховується близько 120 чоловічих шкіл цього типу, де навчається 50 тис. учнів. Зміст навчання, що раніше носив гуманітарний характер, розширюється за рахунок природничо-математичних дисциплін та практичної спеціалізації.

## Вища та професійна освіта
Вища освіта у Великій Британії є державною, навчання здійснюється у понад 850 вищих навчальних закладах (43 університетах, 159 педагогічних коледжах, 30 політехнічних інститутах тощо). Найпрестижнішими університетами є Оксфорд (1168) та Кембридж (1209), які разом іноді називають Оксбридж. Випускники паблік скулз складають 65 % їхніх студентів.
Вища академічна освіта Великої Британії є двоступеневою:
- перший ступінь — додипломне навчання (Undergraduate education/UG), академічний курс на базі середньої освіти на присудження ступеня бакалавра. Ступінь бакалавра буває двох видів: звичайним і ступенем з відзнакою. Для отримання диплома звичайного ступеня вивчають значну кількість дисциплін, для ступеня бакалавра з відзнакою глибоко вивчають обмежену кількість предметів (зазвичай, одного основного і двох-трьох допоміжних).
- другий ступінь — післядипломне навчання (Postgraduate education), академічний курс на базі вищої освіти на присудження ступеня магістра, магістра філософії та доктора філософії. Програма підготовки магістрів, як правило, містить формулювання основних положень (тез) дисертації та вивчення спецкурсів дисциплін, кількість яких коливається від чотирьох до десяти.

Класичним навчальним закладом Великої Британії є коледж. Згідно з законом 1992 року «Про повну вищу та спеціальну середню освіту», коледжі стали самоврядними, вийшли з підпорядкування місцевих органів влади й самі визначають зміст освіти, форми та методи навчання. На базі коледжів відбувається перекваліфікація та безперервна освіта (Lifelong Education). Коледжі мають різні профілі, терміни навчання, рівні підготовки, умови та якість навчання тощо. В останні десятиріччя коледжі стають багатопрофільними за рахунок об'єднання коледжів і здебільшого мають п'ять-шість напрямів професійної підготовки.
Курс університетського навчання триває у Великій Британії, як правило, 3 роки (у Шотландії - 4 роки). Навчальний рік поділяється на 3 триместри. Основними формами організації навчання є лекції, семінари, дискусії, тьюторські заняття: заняття невеликої групи студентів з одним наставником протягом усього вузівського періоду. Тьютор (наставник) тримає в полі зору успішність студента, формування його як спеціаліста.
Система професійної освіти у Великій Британії, згідно з прийняттям у 1964 році «Закону про виробниче навчання» (Industrial Training Act), здійснила зіставлення переліку професій та рівнем професійної підготовки, яке затверджували галузеві ради з професійної освіти. У 1986 році за ініціативи прем'єр-міністра М. Тетчер, було встановлено національні професійні кваліфікації (NVQ) для створення системи ступеневої структури широкої спеціалізованої освіти і підготування кадрів для різних галузей економіки з урахуванням діяльності національних професійних (NVQ), академічних (Academical) та загальних Національних професійних кваліфікацій (GNVQ).
Професійна освіта Великої Британії передбачає п'ять рівнів професійної компетенції:
- перший рівень (NVQ level 1) — виконання простої одноманітної роботи;
- другий рівень (NVQ level 2) — виконання роботи автономно і відповідально;
- третій рівень (NVQ level 3) — виконання складних, комплексних і творчих видів діяльності з відповідальністю з широкого спектру діяльності в рамках професії (для деяких професій це найвищий рівень кваліфікації);
- четвертий рівень (NVQ level 4) — виконання комплексних і спеціалізованих робіт, пов'язаних із розв'язанням професійних проблем, плануванням, проектуванням і особистою відповідальністю за виконану роботу;
- п'ятий рівень (NVQ level 5) — виконання робіт, які вимагають навичок менеджменту, особистої відповідальності та лідерських якостей (лише цей рівень є рівнем вищої професійної освіти).

Подальша стандартизація кваліфікацій призвела до чіткої різнорівневої системи. Професійні (NVQ) та Національні професійні кваліфікації (GNVQ) охоплені Національною професійною класифікацією (National Qualification Framework), у той час як академічні (Academical) кваліфікації упорядковуються системою кваліфікацій вищої освіти (Framework for Higher Education Qualification).
Національна професійна класифікація має вісім рівнів, четвертий рівень не є ані середньою, ані вищою освітою. Кваліфікації ж п'ятого рівня відносяться до вищої освіти.
Систему кваліфікацій вищої освіти було розроблено лише для сектору вищої освіти. Вона має п'ять рівнів. Перший рівень системи кваліфікацій вищої освіти відповідає четвертому рівню Національної професійної кваліфікації, другий рівень системи кваліфікацій вищої освіти — п'ятому рівню кваліфікації вищої освіти тощо.